# Переслідування традиційної африканської релігії
Африканські традиційні релігії зіткнулися з переслідуваннями прихильників різних ідеологій. Прихильники цих релігій були насильницьки обернені в іслам і християнство, демонізовані та маргіналізовані. Звірства включали вбивства, ведення війни, знищення ідолів і священних місць та інші жорстокі дії.

## Переслідування мусульманами
Після встановлення ісламу, його швидке розширення і завоювання змістили традиційні африканські релігії або шляхом перетворення, або заміщення. Традиційні африканські релігії вплинули на іслам в Африці, і іслам розглядають як такий, що має більше схожості з традиційними африканськими релігіями. Але мав місце конфлікт, особливо виражений в зв'язку з монотеїстичною позицією ісламу і зростанням кількості мусульманських реформаторів, таких як Аскіа.
Традиційні африканські релігії терпимо ставляться до інших богів, що дозволяє загальне співіснування багатьох релігій. Це, на думку деяких авторів, розглядається ще однією причиною зростання інших релігій в Африці. Більшість послідовників традиційних релігій сповідували іслам напочатку його поширення в Африці, але в Західній Африці лише до настання колоніалізму іслам мав привабливий характер, перетворивши навіть групи з історичною ворожнечею до ісламського панування в мусульманські громади.
У багатьох випадках конфліктуючі групи вирішили зблизитися з мусульманськими військами проти інших африканських спільнот.

### Зв'язки
Відносини ісламу та традиційних африканських релігій були далеко не ворожі, але чітко визначені в плані розміщення та співіснування. Традиція джихаду залишалася незначною темою. У імперії Сонгай правитель Соні Бару влаштував або синкредитував аспекти африканських традиційних релігій і був оскаржений Аскіа, оскільки його не сприймали як вірного мусульманина. Аскіа пізніше міг вести війни проти тих, хто був проти в політичному відношенні приєднання мусульман і немусульман.
Після того, як Дунама Даббалємі з династії Сайфава прийняв іслам, він вів Джихад, чи святу війну, проти прихильників канурської релігії, прагнучи знищити її присутність.
На узбережжі суахілі мусульмани не були зацікавлені в проповідуванні, колонізації чи джихаді. Іслам поширився на внутрішні території лише до 18 століття. Молефі Асанте зазначає, що:
Ісламська релігія зробила кожного мусульманського купця чи мандрівника ембріональним місіонером, а привабливість релігії з подібністю до африканських релігій була набагато сильнішою, ніж християнська прихильність..

## Переслідування християнами
Перші християни дельти річки Нігер, які були проти традицій та традицій корінних племен, здійснювали такі звірства, як знищення їх святинь і вбивство священної ігуани.
Відзначається, що європейська колонізація Африки проклала шлях для християнських місіонерів до Африки. У деяких випадках лідери традиційних африканських релігій переслідувались місіонерами і розглядалися як "агенти диявола". Алі Мазруї обговорив подібні питання в книзі Африканський стан.

## Теперішні часи
У 2001 році мусульманський фестиваль Oro Cult в Сагаму був насильницьки порушений жителями Хауса-Фулані, що спричинило тимчасову розбивку між групами.
У вересні 2005 року сонне місто Іво, штат Осун, перетворилося на театр війни, коли група мусульман під назвою "Тахун" скоїло нахабні і насильницькі атаки на громаду.
Паслідувачі релігії Бвіті зіткнулися з переслідуванням християнських місіонерів та французької колоніальної влади, також як і деякі члени теперішнього уряду Габону.

## Дивись також
Африканські традиційні релігії

## Зовнішні посилання
- African Comparative Religion